# Liste der Staatsoberhäupter 38
Übersicht
◄◄ | ◄ | 34 | 35 | 36 | 37 | Liste der Staatsoberhäupter 38 | 39 | 40 | 41 | 42 | ► | ►►

Weitere Ereignisse

## Afrika
- Aksumitisches Reich
  - König: s. Aksumitisches Reich

- Mauretanien
  - König: Ptolemaeus (23–40)

- Reich von Kusch
  - König: Amanichabale (bis Natakamani)

- Römisches Reich
  - Provincia Romana Aegyptus
    - Präfekt: Aulus Avillius Flaccus (32–38)
    - Präfekt: Quintus Naevius Sutorius Macro (38; designiert)

  - Provincia Romana Africa
    - Prokonsul: Marcus Iunius Silanus Torquatus (36–39)

## Asien
- Armenien
  - König: Mithradates (35–38)
  - parthischer Satrap: Demonax (38–42)

- China
  - Kaiser: Han Guangwu di (25–57)

- Iberien (Kartlien)
  - König: Pharasmanes I. (Parsman I.); (Aderk) (1–58)

- Indien
  - Indo-Parthisches Königreich
    - König: Gondophares (20–50)

  - Indo-Skythisches Königreich
    - König: Aspavarma (15–45)

  - Satavahana
    - König: vgl. Liste der Herrscher von Satavahana

- Japan (Legendäre Kaiser)
  - Kaiser: Suinin (29 v. Chr.–70)

- Kleinarmenien
  - König: Kotys IX. (38–54)

- Kommagene
  - König: Antiochos IV. (38–72)

- Korea
  - Baekje
    - König: Daru (29–77)

  - Goguryeo
    - König: Damusin (18–44)

  - Silla
    - König: Yuri (24–57)

- Kuschana
  - König: Kujula Kadphises (30–80)

- Nabataea
  - König: Aretas IV. (9 v. Chr.–40)

- Osrhoene
  - König: Abgar V. (13–50)

- Partherreich
  - Schah (Großkönig): Artabanos II. (12–38)
  - Schah (Großkönig): Vardanes (38–45)
  - Schah (Großkönig): Gotarzes II., Gegenkönig (38–51)

- Pontos
  - Königin: Antonia Tryphaina (22–38)
  - König: Polemon II. (38–64)

- Römisches Reich
  - Provincia Romana Asia
    - Prokonsul: Marcus Vinicius (38–39)

  - Provincia Romana Iudaea
    - Präfekt: Marullus (37–41)
    - Tetrarch von Galiläa und Peräa: Herodes Antipas (4 v. Chr.–39)
    - Tetrarch von Ituraea und Trachonitis: Herodes Agrippa I. (37–44)
    - Vorsitzender des Hohen Rates: Gamaliel I. (9–50)
    - Hohepriester von Judäa: Theophilos ben Hannas (37–41)

  - Provincia Romana Syria
    - Präfekt: Lucius Vitellius (35–38)

## Europa
- Bosporanisches Reich
  - König: Aspurgos Philorhomaios (14/15–37/38)
  - König: Polemon II. (37/38–41)

- Britannien
  - Catuvellaunen
    - König von Catuvellauni: Cunobelinus (9–40)

  - Atrebaten
    - König von Atrebates: Verica (15–43)

- Odrysisches Königreich
  - König: Rhoemetalces II. (Abdera-Linie) (19–38)
  - König: Rhoemetalces III. (38–46)

- Römisches Reich
  - Kaiser: Caligula (37–41)
    - Konsul: Marcus Arruntius Aquila Iulianus (38)
    - Konsul: Publius Nonius Asprenas (38)
    - Suffektkonsul: Servius Asinius Celer (38)
    - Suffektkonsul: Sextus Nonius Quintilianus (38)

  - Provincia Romana Pannonia
    - Legat: Aulus Plautius (36–42)